# Teppe Zagheh
Teppe Zagheh (persa: تپه زاغه) és un jaciment arqueològic d'època neolítica situat a prop de Qazvin, Iran. Es tracta d'un assentament urbà primerenc.

## Cronologia
Tradicionalment s'havia datat la seva fundació vers el 6500 aC. Després de la reexcavació del jaciment l'any 2001, es van obtenir noves dates a través del radiocarboni que en van matisar la conologia. Aquestes noves dades van indicar que el lloc s'havia fundat c. 5370–5070 aC i s'havia abandonat c. 4460–4240 aC.Pertànyer, per tant, a un sol període històric, el calcolític de transició.

## Descripció
Els edificis de l'assentament podrien haver estat habitats ja al VI mil·lenni, tot i que hi ha desacord sobre la cronologia. Les cases de Zaghe (21 trobades) eren construïdes amb maons de fang. També s'utilitzaven murs d'argila trepitjada, que per la seva poca durabilitat només servien per separar habitacions o per tancar jardins.

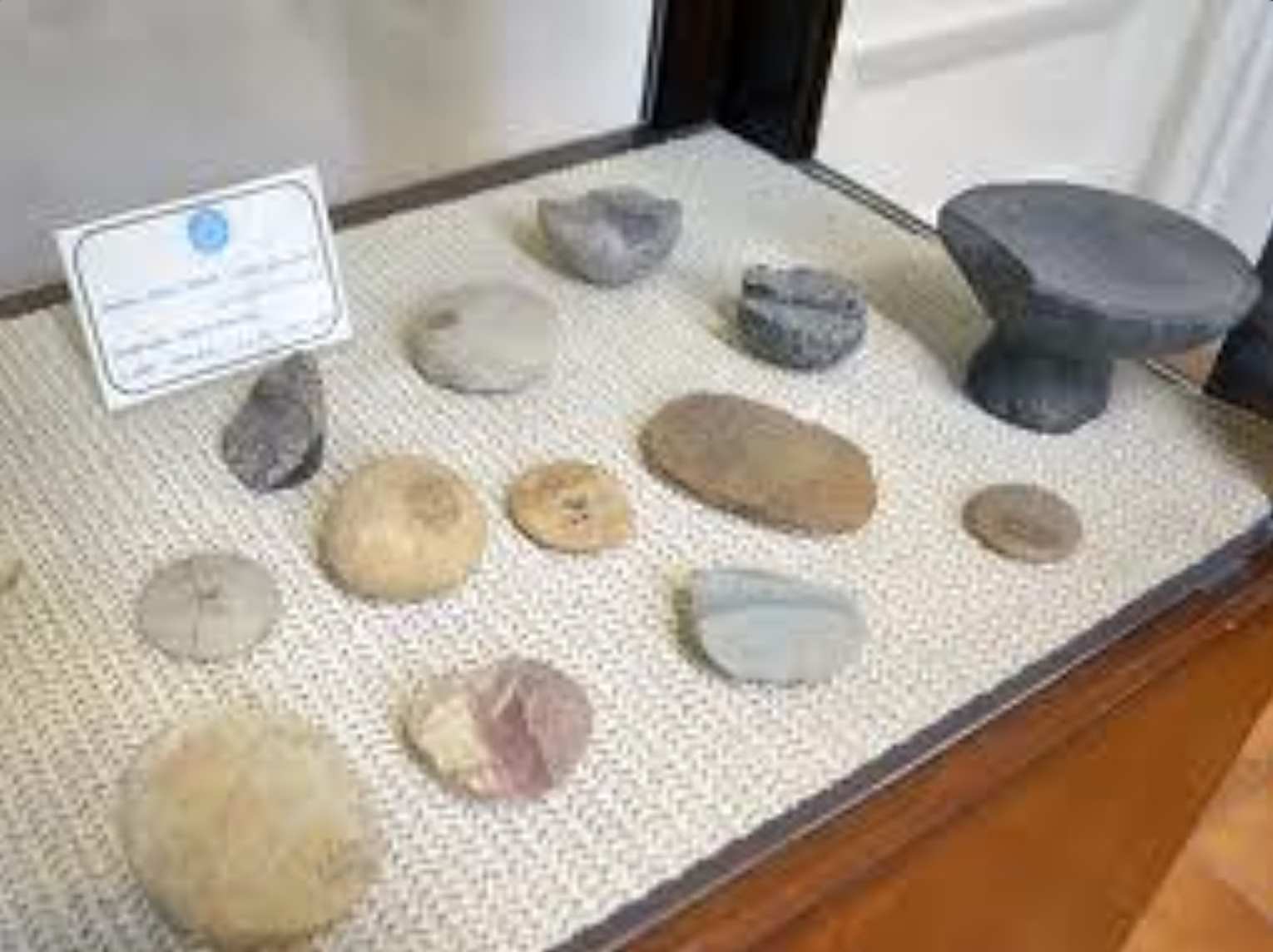
Eines de pedra trobades a Teppe Zagheh.

Els constructors de Teppe Zaghe utilitzaven argila, que era el material de construcció més fàcilment disponible, per fer maons de tova. També utilitzaven plantes triturades com la palla i verdures barrejades amb grava com a morter. Feien els maons de fang sense motlle. Les superfícies de les parets i el sostre estaven arrebossats amb una barreja de palla i argila. El guix d'una casa estava decorat amb colors. La decoració de les parets era geomètrica en colors vermell, blanc, negre i groc. La part davantera de l'entrada d'aquesta casa estava pavimentada amb peces de ceràmica.
A Zaghe s'hi va trobar un gran edifici. Ezzatollah Negahban creu que aquest edifici es va utilitzar com a temple perquè, entre d'altres elements hi havia alguns llocs per seure, figures de déus i estava decorat amb banyes de cabra, igual que a Çatalhöyük a Turquia.

## Cultura material
S'hi van trobar moltes peces petites d'argila, utilitzades com a objectes per a comptar. Tenen diverses formes i són similars a les peces d'altres jaciments neolítics. Aquestes peces de Teppe Zagheh estan datades tipològicament entre el 6500 i el 5500 aC. Probablement, doncs, hi va haver dos períodes d'ocupació.
Les figuretes d'argila trobades a Mehrgarh (Pakistan), un important precursor de la civilització de la vall de l'Indus, s'assemblen a les descobertes a Teppe Zagheh i a Jeitun al Turkmenistan (VI mil·lenni aC).